# Echinocereus schereri
Echinocereus schereri  es una especie de planta fanerógama de la familia Cactaceae. Es endémica de Durango  en México. Es una especie rara en la vida silvestre.

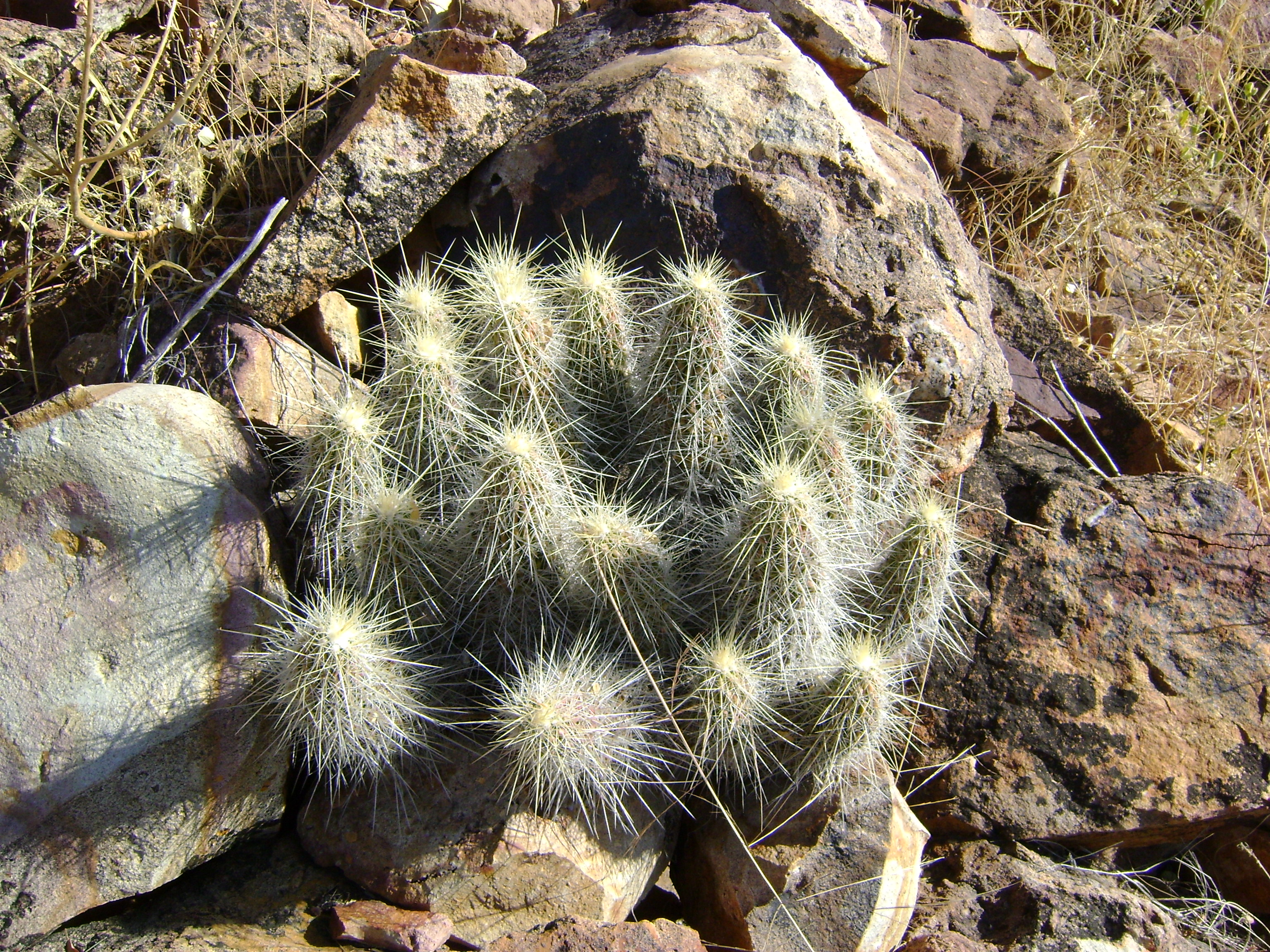
Vista de la planta

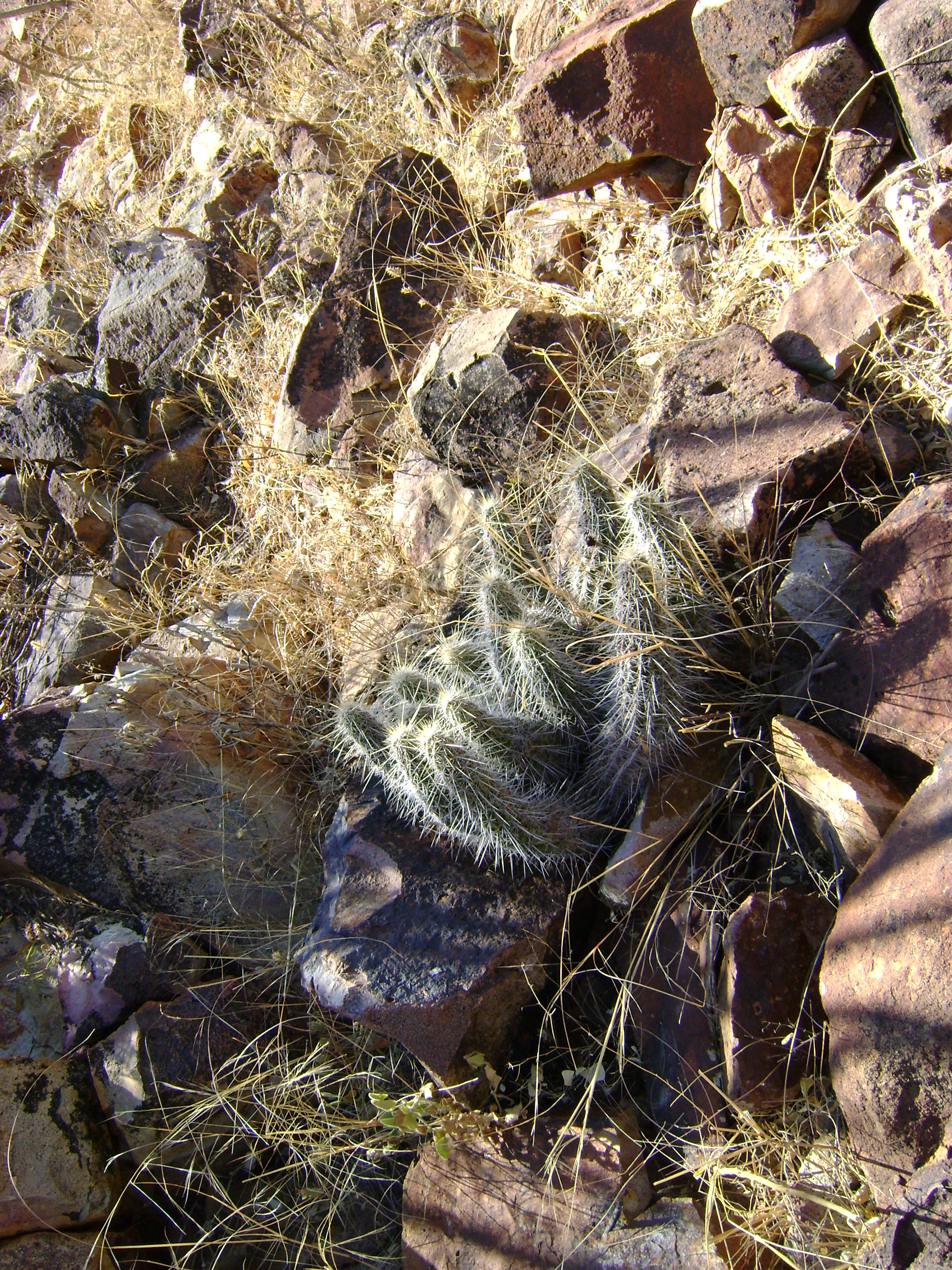
En su hábitat

## Descripción
Echinocereus schereri crece sobre todo solitaria. Los tallos son cilíndricos de color gris verdoso con brotes son de hasta 22 cm de largo y un diámetro de 10 centímetros. Tiene de 12 a 18 costillas disponibles. Las espinas centrales no se forman. Las 21 a 24 espinas radiales están dispuestos como un peine,  de color rosa a marrón y son más oscuras de punta, miden 0,6 a 1,2 centímetros de largo. Las flores en forma de embudo son de color rojizo púrpura. Aparecen cerca de las puntas de los brotes y miden de 8 a 9 cm de largo y pueden alcanzar un diámetro de 8-11 cm. La fruta es redonda u oval, inicialmente verde que se vuelve marrón más tarde.

## Taxonomía
Echinocereus schereri fue descrita por G.Frank y publicado en Kakteen And. Sukk. 41: 159 1990.
Etimología
Echinocereus: nombre genérico que deriva del griego antiguo: ἐχῖνος (equinos), que significa "erizo", y del latín cereus que significa "vela, cirio", donde se refiere a sus tallos columnares erizados.
schereri: epíteto otorgado en honor del recolector de cactus alemán Egon Scherer.